# Totò Sapore e la magica storia della pizza
Pour plus de détails, voir Fiche technique et Distribution.
Totò Sapore e la magica storia della pizza (« Totò Sapore et l'histoire magique de la pizza ») est un long métrage d'animation italien réalisé par Maurizio Forestieri et sorti en Italie en 2003. Il s'inspire librement du livre Il cuoco prigioniero de Roberto Piumini.

## Synopsis
L'histoire commence à Naples en 1700. Totò Sapore est un jeune garçon pauvre qui, pour gagner sa vie, chante en s'accompagnant à la guitare. Mais Totò rêve surtout de devenir un grand cuisinier. Un jour, Totò rencontre Polichinelle, qui lui fait présent de quatre pots (Pentolito, Marmittone, Tegamino et Sora Pasta) dotés du pouvoir magique de conférer un goût succulent à tous les mets qui y sont préparés. Grâce à ces outils, Totò entame une carrière de cuisinier qui le conduit à être cuisinier pour le roi de Naples. Là, il affronte la concurrence acharnée du cuisinier français Mestolon, et tombe amoureux d'une jeune fille, Confiance, qui n'est autre que la fille de Mestolon. Totò doit également affronter la concurrence de la sorcière Vesuvia et de son complice Vincenzone. Elle hait Totò et tous les Napolitains à cause de leur insupportable bonne humeur, et elle se met en tête de déclencher une guerre entre la France et Naples.

## Fiche technique
- Titre original : Totò Sapore e la magica storia della pizza
- Réalisation : Maurizio Forestieri
- Scénario : Paolo Cananzi et Umberto Marino, d'après le livre Il cuoco prigioniero de Roberto Piumini
- Musique originale : Edoardo Bennato, Eugenio Bennato
- Montage : Michele Buri
- Producteur : Marco Massa
- Productrice exécutive : Maria Fares
- Sociétés de production : Lanterna Magica, Medusa Produzione
- Studio d'animation : 2d3D Animations
- Pays :  Italie
- Langue : italien
- Format : couleur, 1,85:1
- Durée : 78 minutes
- Date de sortie : 19 décembre 2003 ( Italie)

## Bande originale
La musique originale du film est composée par Edoardo Bennato et Eugenio Bennato. Les morceaux instrumentaux sont joués par l'Orchestre symphonique de Naples. La bande originale a été éditée par Edizioni 55 et Medusa Film et distribuée par BMG.

## Box office
Le film sort en Italie le 19 décembre 2003. En juin 2004, son exploitation en Italie a rapporté un peu moins de 555 000 euros.